# تثلیث از دیدگاه اسلام
در مسیحیت، آموزه تثلیث می‌گوید که خداوند وجودی واحد است که در عین حال و به‌طور ابدی، ذات مشترک سه شخص متمایز، پدر، پسر و روح القدس است. با این حال در اسلام، چنین مفهومی از کثرت دربارهٔ خداوند نفی توحید است و با آنچه در کتاب مقدس مسلمانان، قرآن وجود دارد، بیگانه است. شرک، شریک قائل شدن برای خدا - خواه پسر باشند، یا دختر یا شریک دیگر - که در اسلام نوعی بی‌ایمانی قلمداد می‌شود. قرآن به‌طور مکرر و قاطعانه بر یگانگی مطلق خداوند تصریح می‌کند، بنابراین احتمال شراکت شخص دیگری در حاکمیت یا ذات او را رد می‌کند.
قرآن هم تثلیث روح القدسی (پدر، پسر، روح‌القدس) و هم تثلیث مریمی (پدر، پسر، مادر) را رد کرده است.

## در قرآن
سه گروه از آیات قرآن ممکن است مستقیماً به این آموزه اشاره داشته باشند، آیه ۱۷۱ سوره نساء، آیات ۷۲ تا ۷۵ سوره مائده و آیات ۱۱۶ تا ۱۱۸ سوره مائده.
- ای اهل کتاب، در دین خود اندازه نگه دارید، و دربارهٔ خدا جز به راستی سخن نگویید؛ در حق مسیح عیسی بن مریم جز این نشاید گفت که او رسول خداست و کلمه الهی است که به مریم فرستاده و روحی از عالم الوهیت است؛ پس به خدا و همه فرستادگانش ایمان آورید و به تثلیث قائل نشوید (اب و ابن و روح القدس را خدا نخوانید)، از این گفتار شرک بازایستید که برای شما بهتر است، جز خدای یکتا خدایی نیست و منزّه و برتر از آن است که او را فرزندی باشد، هر چه در آسمان و زمین است همه ملک او است و خدا تنها به نگهبانی (همه موجودات) کافی است. (نساء، آیه ۱۷۱)[۳]
- کسانی که گفتند: «خدا همان مسیح پسر مریم است»، قطعاً کافر شده‌اند، و حال آنکه مسیح، می‌گفت: «ای فرزندان اسرائیل، پروردگار من و پروردگار خودتان را بپرستید؛ که هر کس به خدا شرک آورد، قطعاً خدا بهشت را بر او حرام ساخته و جایگاهش آتش است، و برای ستمکاران یاورانی نیست.» البته آنان که گفتند خدا یکی از سه (عنصر تشکیل دهنده خدا) است کافر گردیدند، و حال آنکه جز خدای یگانه خدایی نیست. و اگر از این گفتار (تثلیث) زبان نبندند البته آن کافران را عذابی دردناک خواهد رسید. آیا نبایستی به سوی خدا بازگشته و توبه کنند و از او طلب آمرزش نمایند؟ حال آنکه خدا بخشنده و مهربان است. مسیح فرزند مریم، فقط فرستاده (خدا) بود؛ پیش از وی نیز، فرستادگان دیگری بودند، مادرش، زن بسیار راستگویی بود؛ هر دو، غذا می‌خوردند؛ (با این حال، چگونه دعوی الوهیّت مسیح و پرستش مریم را دارید؟!) بنگر چگونه نشانه را برای آنها آشکار می‌سازیم! سپس بنگر چگونه از حق بازگردانده می‌شوند! (مائده، آیات ۷۲ تا ۷۵)[۴]
- و آنگاه که خداوند به عیسی بن مریم می‌گوید: «آیا تو به مردم گفتی که من و مادرم را بعنوان دو معبود غیر از خدا انتخاب کنید؟!»، او می‌گوید: «منزهی تو! من حق ندارم آنچه را که شایسته من نیست، بگویم! اگر چنین سخنی را گفته باشم، تو می‌دانی! تو از آنچه در روح و جان من است، آگاهی؛ و من از آنچه در ذات (پاک) توست، آگاه نیستم! به یقین تو از تمام اسرار و پنهانیها باخبری. من، جز آنچه مرا به آن فرمان دادی، چیزی به آنها نگفتم؛ (به آنها گفتم:) خداوندی را بپرستید که پروردگار من و پروردگار شماست! و تا زمانی که در میان آنها بودم، مراقب و گواهشان بودم؛ ولی هنگامی که مرا از میانشان برگرفتی، تو خود مراقب آنها بودی؛ و تو بر هر چیز، گواهی! اگر آنان را عذاب کنی باز (خدایا) همه بندگان تو هستند، و اگر از گناه آنها درگذری باز توانا و درست کرداری». (مائده، آیات ۱۱۶ تا ۱۱۸)[۵]
- یهود گفتند: «عزیر پسر خداست!» و نصاری گفتند: «مسیح پسر خداست!» این سخنی است که با زبان خود می‌گویند، که همانند گفتار کافران پیشین است؛ خدا آنان را بکشد، چگونه از حق انحراف می‌یابند؟! (۳۰ توبه)

علاوه بر این، آیات ۸۸ تا ۹۳ سوره مریم، آیه ۹۱ سوره مؤمنون و آیات ۱ تا ۴ سوره اخلاص و غیره مربوط به آموزه تثلیث است:
- و گفتند: «خداوند رحمان فرزندی برای خود برگزیده است». راستی مطلب زشت و زننده ای گفتید! نزدیک است به خاطر این سخن آسمان‌ها از هم متلاشی گردد، و زمین شکافته شود، و کوه‌ها به شدت فرو ریزد؛ از این رو که برای خداوند رحمان فرزندی قائل شدند! در حالی که هرگز برای خداوند رحمان سزاوار نیست که فرزندی برگزیند! تمام کسانی که در آسمان‌ها و زمین هستند، بنده اویند! خداوند همه آنها را احصا کرده، و به دقت شمرده‌است! و همگی روز رستاخیز، تک و تنها نزد او حاضر می‌شوند! (مریم، آیات ۸۸ تا ۹۳)[۶]
- خدا هرگز فرزندی برای خود انتخاب نکرده؛ و معبود دیگری با او نیست؛ که اگر چنین می‌شد، هر یک از خدایان مخلوقات خود را تدبیر و اداره می‌کردند و بعضی بر بعضی دیگر برتری می‌جستند؛ منزه است خدا از آنچه آنان توصیف می‌کنند! (مؤمنون، آیه ۹۱)[۷]
- بگو: خداوند، یکتا و یگانه است. خداوندی است که همه نیازمندان قصد او می‌کنند. (هرگز) نزاد، و زاده نشد. و برای او هیچ‌گاه شبیه و مانندی نبوده‌است! (اخلاص، آیات ۱ تا ۴)[۸]
- گروهی گفتند: خدا دارای فرزند است. او پاک و منزه از آن است، بلکه هر چه در آسمانها و زمین است ملک اوست و همه فرمانبردار اویند. (۱۱۶ بقره)